# Edward Andrade
Edward Neville da Costa Andrade FRS (Londres, 27 de dezembro de 1887 — 6 de junho de 1971) foi um físico, escritor e poeta inglês.

## Origem
Andrade era judeu sefardita, descendente de Moses da Costa Andrade (e não Moses da Costa como às vezes foi mencionado). Edward Neville é trineto de Moses da Costa Andrade, um comerciante de penas na região de East End, em Londres.
Edward Neville doutorou-se na Universidade de Heidelberg e depois teve um breve mas produtivo período de pesquisa ao lado de  Ernest Rutherford em Manchester durante o ano de 1914. Ele trabalharam para mostrar a natureza ondulatória dos raios gama e do espectro do Raio X. Ele entrou na Artilharia Real do Reino Unido durante a Primeira Guerra Mundial, e depois se tornou professor de Física na Faculdade Ordnance em Woolwich, em 1920.

## Carreira
Foi professor de física na University College London de 1928 a 1950, e depois professor de química na Royal Institution por três anos até receber oposição às suas tentativas de reformar esta instituição, o que culminou numa moção de desconfiança, depois da qual renunciou a seu cargo.
Andrade também foi radialista, pelo programa da BBC Brains Trust.
- The Structure of the Atom (1927)
- Engines (1928)
- The Mechanism of Nature (1930)
- Simple Science with Julian Huxley
- More Simple Science (1935) with Julian Huxley
- An Approach to Modern Physics (1956)
- Sir Isaac Newton (1954)
- A Brief HIstory of the Royal Society (1960)
- Physics for the Modern World (1962)
- Rutherford and the Nature of the Atom (1964)